# Ryszard Karpiński
Ryszard Karpiński (ur. 28 grudnia 1935 w Rudzienku, zm. 5 stycznia 2024 w Lublinie) – polski duchowny rzymskokatolicki, doktor nauk teologicznych, biskup pomocniczy lubelski w latach 1985–2011, od 2011 biskup pomocniczy senior archidiecezji lubelskiej.

## Życiorys
Urodził się 28 grudnia 1935 w Rudzienku. W latach 1948–1949 uczył się w wieczorowej szkole przysposobienia rolniczego, równocześnie pracując w rodzinnym gospodarstwie. W latach 1949–1953 kształcił się w Niższym Seminarium Duchownym w Lublinie, gdzie w 1953 uzyskał prywatną maturę. Państwowy egzamin dojrzałości złożył natomiast w 1957. W latach 1953–1959 odbył studia w Wyższym Seminarium Duchownym w Lublinie i równocześnie na Wydziale Teologicznym Katolickiego Uniwersytetu Lubelskiego, gdzie w 1959 uzyskał magisterium. Święceń prezbiteratu udzielił mu 19 kwietnia 1959 w Lublinie tamtejszy biskup diecezjalny Piotr Kałwa. Od 1960 do 1963 studiował na Sekcji Biblijnej Wydziału Teologicznego Katolickiego Uniwersytetu Lubelskiego, uzyskując w 1963 licencjat z teologii. W latach 1963–1969 przebywał w Rzymie, odbywając studia w Papieskim Instytucie Biblijnym, ukończone w 1966 licencjatem nauk biblijnych, oraz na Papieskim Uniwersytecie Świętego Tomasza z Akwinu, gdzie na podstawie dysertacji Pojęcie «Exousia» w nauczaniu Jezusa i posłannictwie apostolskim według św. Mateusza uzyskał doktorat z nauk teologicznych.
W latach 1959–1960 pracował jako wikariusz w parafii św. Teresy od Dzieciątka Jezus w Lublinie i nauczyciel religii (prefekt) w tamtejszej Szkole Podstawowej nr 17. Studiując na Katolickim Uniwersytecie Lubelskim, był jednocześnie katechetą uczniów Państwowej Podstawowej Szkoły Muzycznej. W okresie rzymskich studiów na czas wakacji wyjeżdżał do Francji, Irlandii, Austrii, Niemiec i Stanów Zjednoczonych, gdzie pomagał w duszpasterstwie i doskonalił znajomość języków obcych. W latach 1971–1985 był pracownikiem Papieskiej Komisji ds. Duszpasterstwa Migrantów i Podróżujących. Jednocześnie współpracował z polską sekcją Radia Watykańskiego i redakcją „L’Osservatore Romano”. W 1975 został mianowany kanonikiem honorowym kapituły katedralnej w Lublinie, a w 1977 otrzymał godność kapelana honorowego Jego Świątobliwości.
Od 1970 do 1971 był drugim prefektem Wyższego Seminarium Duchownego w Lublinie i sekretarzem Instytutu Kultury Religijnej przy Katolickim Uniwersytecie Lubelskim. W tym okresie prowadził lektoraty z języka włoskiego na Katolickim Uniwersytecie Lubelskim i wykłady z Pisma Świętego w Instytucie Kultury Religijnej.
24 sierpnia 1985 został prekonizowany biskupem pomocniczym diecezji lubelskiej ze stolicą tytularną Minervium. Święcenia biskupie otrzymał 28 września 1985 w katedrze św. Jana Chrzciciela i św. Jana Ewangelisty w Lublinie. Udzielił mu ich kardynał Józef Glemp, prymas Polski, któremu asystowali Bolesław Pylak, biskup diecezjalny lubelski, i arcybiskup Bronisław Dąbrowski, biskup pomocniczy warszawski. Jako dewizę biskupią przyjął słowa „Viatoribus fer auxilium” (Podróżującym nieść pomoc). 7 września 1985 został ustanowiony wikariuszem generalnym diecezji. W tym samym roku został mianowany proboszczem parafii katedralnej w Lublinie. Objął członkostwo w radzie kapłańskiej i kolegium konsultorów diecezji. W 1989 został kanonikiem gremialnym kapituły katedralnej w Lublinie, objął w niej funkcję dziekana. 31 grudnia 2011 papież Benedykt XVI przyjął jego rezygnację z obowiązków biskupa pomocniczego archidiecezji lubelskiej.
W strukturach Episkopatu Polski pełnił funkcję przewodniczącego Komisji ds. Duszpasterstwa Turystycznego (1988–1998), Zespołu ds. Pomocy Katolikom na Wschodzie (1991–2002) i Komisji ds. Polonii i Polaków za Granicą (2003–2008). Był delegatem w Międzynarodowej Komisji Katolickiej ds. Migracji w Genewie (1989–1995) i delegatem ds. Duszpasterstwa Emigracji Polskiej (2003–2008), wielokrotnie pełnił też funkcję delegata na Międzynarodowe Kongresy Eucharystyczne. Ponadto w ramach II Polskiego Synodu Plenarnego był w latach 1990–1999 członkiem IX Komisji „Misji i Emigracji”. W latach 1988–1993 był konsultorem Papieskiej Rady ds. Duszpasterstwa Migracji i Podróżujących.
Został ponadto członkiem Rady Krajowej Stowarzyszenia „Wspólnota Polska”.
Zmarł 5 stycznia 2024 w Lublinie. 13 stycznia 2024 został pochowany w krypcie lubelskiego kościoła św. Piotra Apostoła.

## Odznaczenia
W 2009 prezydent RP Lech Kaczyński nadał mu Krzyż Oficerski Orderu Odrodzenia Polski.
W 2007 otrzymał Medal za Zasługi dla Katolickiego Uniwersytetu Lubelskiego, a w 2009 został uhonorowany Złotym Medalem Stowarzyszenia „Wspólnota Polska”.